# Rossano Galante
Rossano Galante (* 1967 in Buffalo, New York) ist ein US-amerikanischer Komponist und Orchestrator.

## Leben
Rossano Galante wuchs in Buffalo auf. Bereits als Schüler lernte er Trompete, brachte sich selbst das Klavierspielen bei und versuchte sich als Komponist. Später studierte Galante an der University at Buffalo Trompete; 1992 schloss er sein Studium mit einem Bachelor of Arts ab und wechselte an die University of Southern California, wo er bei Jerry Goldsmith Filmmusik-Komposition erlernte. 1999 zog er nach Kalifornien, um sich als Komponist und Orchestrator einen Namen zu machen.
Galante war als Orchestrator an einigen großen Hollywood-Produktionen beteiligt, beispielsweise Stirb langsam 4.0, Todeszug nach Yuma, Wolverine: Weg des Kriegers und Avengers: Age of Ultron. Daneben schrieb er Teile der Musik von Scary Movie 2.
Als Komponist verfasste Galante Auftragswerke für bedeutende Blasorchester in den Vereinigten Staaten, unter ihnen die Nebraska Wind Symphony und das Blasorchester der Hofstra University.

## Werke für Blasorchester (Auswahl)
- 1998 Raise of the Son
- 2007 Resplendent Glory
- 2009 Beyond the Horizon
- 2010 Mt. Everest
- 2010 Transcendent Journey
- 2011 Cry of the Last Unicorn
- 2011 Journey to the Lion’s Castle
- 2011 Redemption
- 2012 The Winged Stallion
- 2013 A Childhood Remembered
- 2014 Crosslands
- 2014 God’s Country
- 2015 Afterlife
- 2015 The Last Centaur
- 2015 Lexicon of the Gods
- 2016 Red Rock Mountain
- 2016 San Andreas Landscapes
- 2016 Whispers from Beyond
- 2017 Nostalgia
- 2017 Rise of the Silver City
- 2018 The Falls
- 2019 The Wishing Well
- 2019 Land of the Healing Waters
- 2019 Colorado Rockies
- 2019 Hypnotic Memories
- 2021 Arabian Sandscapes
- 2022 Life Eternal
- 2023 The Wolves of Alaska
- 2023 Sailing With Whales
- 2023 Midnight Ride

Quellen:

## Aufnahmen (Auswahl)
- Windscapes (2008, U.S. Air Force Academy, AFA 0902), The United States Air Force Academy Band, Larry H. Lang (Dirigent).
- Lexicon of the Gods (2015, HAFABRA Music, HFB CD 89054-2), Ad Hoc Wind Orchestra, Jean-Pierre Haeck und Hardy Mertens (Dirigenten).
- Beyond the Horizon (2016, SCBC-002), Southern California Brass Consortium, arranged and conducted by Hector Salazar